# Villa Faraldi
Villa Faraldi – miejscowość i gmina we Włoszech, w regionie Liguria, w prowincji Imperia.
Według danych na rok 2004 gminę zamieszkiwało 435 osób, gęstość zaludnienia wynosi 48,3 os./km².